# 謝赫尼采
謝赫尼采是波蘭的城鎮，位於該國西南部，距離首府弗罗茨瓦夫13公里，由下西里西亞省負責管轄，面積15.63平方公里，該地區自新石器時代有人類居住，2006年人口3,851。
51°02′N 17°09′E / 51.033°N 17.150°E